# Chi Trọng lâu
Chi Trọng lâu (danh pháp khoa học: Paris) là một chi thực vật có hoa chứa khoảng 20 loài cây thân thảo với tên gọi chung là trọng lâu. Các loài được biết đến nhiều có lẽ là trọng lâu bốn lá (Paris quadrifolia) và bảy lá một hoa (Paris polyphylla).
Các loài trong chi này có quan hệ họ hàng gần với chi Trillium, với khác biệt truyền thống là các loài cỏ duyên linh (Trillium) có hoa dạng 3 (3 cánh), còn các loài trọng lâu (Paris) có hoa với 4- tới 11- cánh.

## Hình ảnh

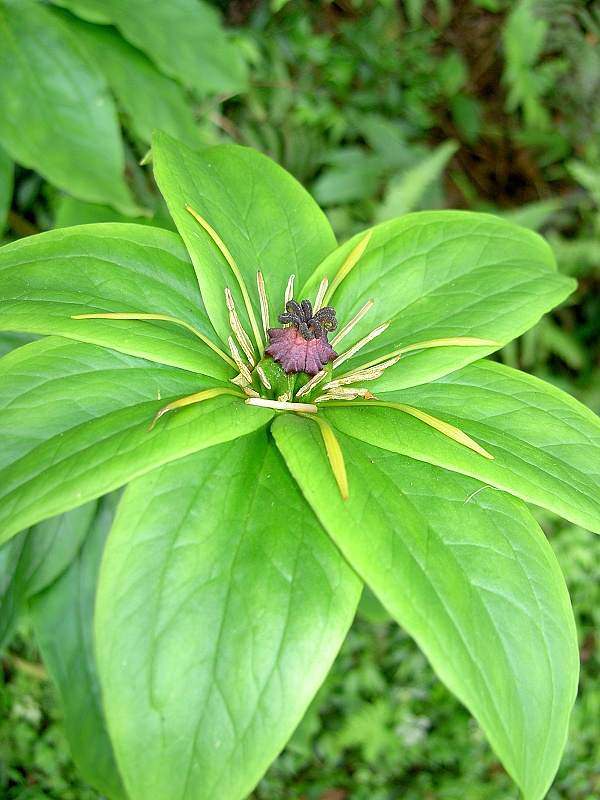
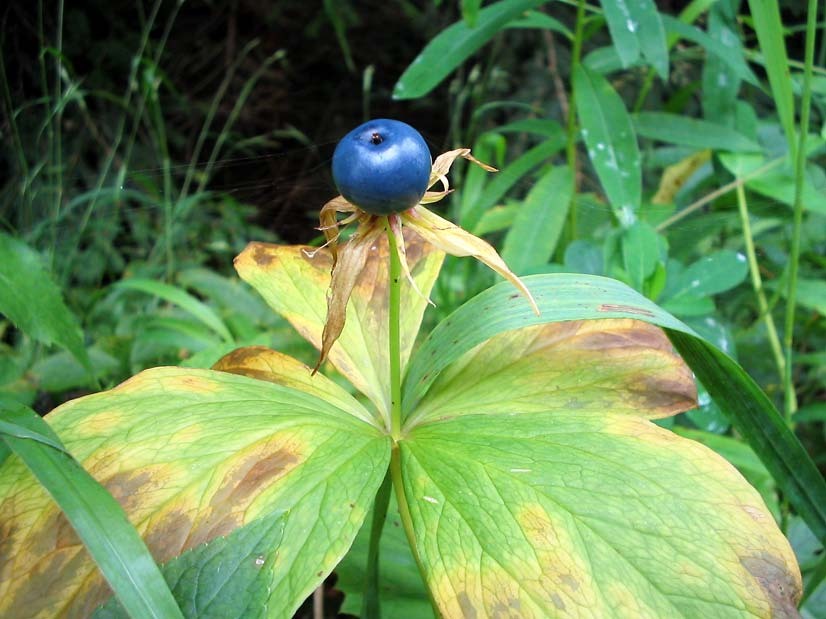
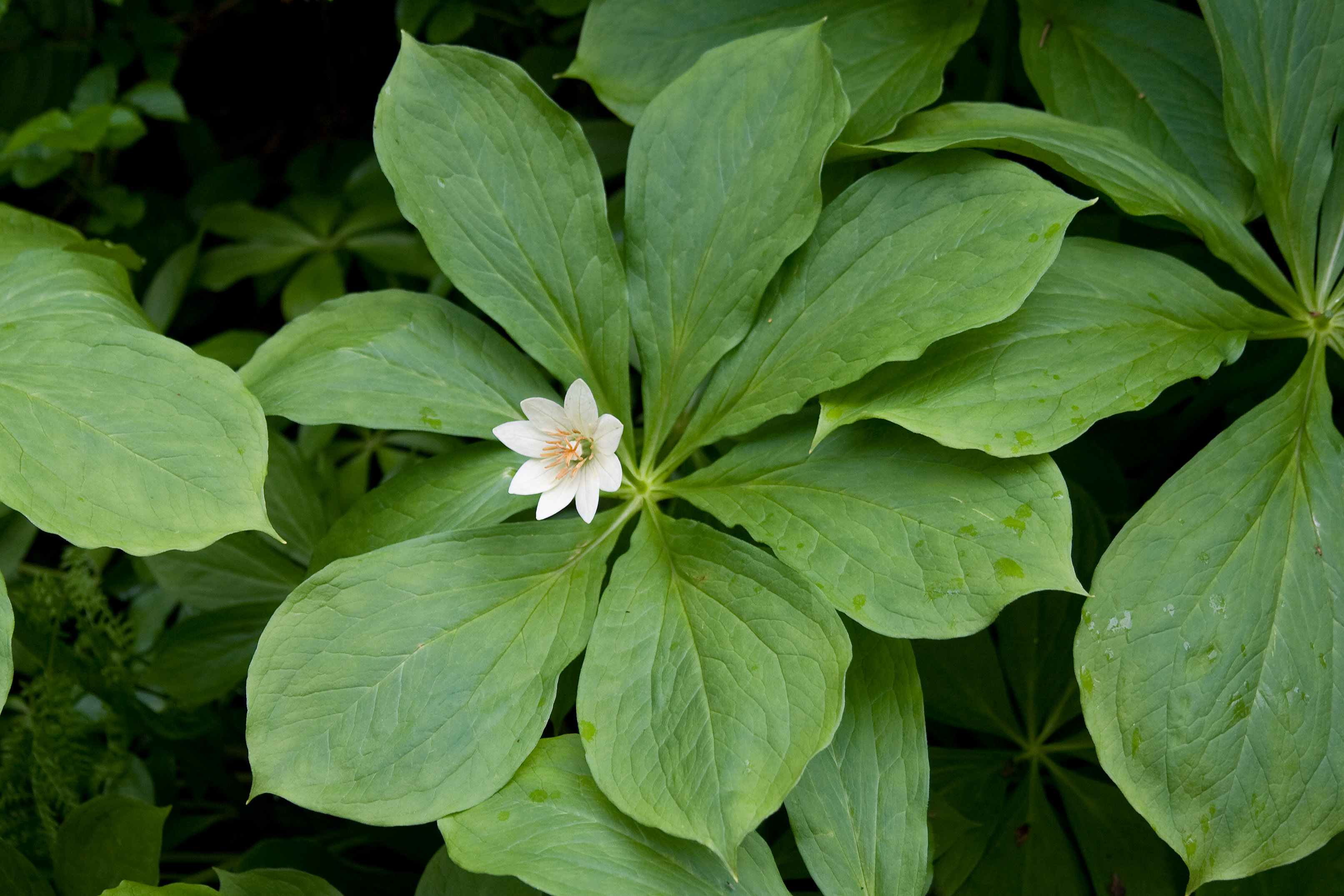
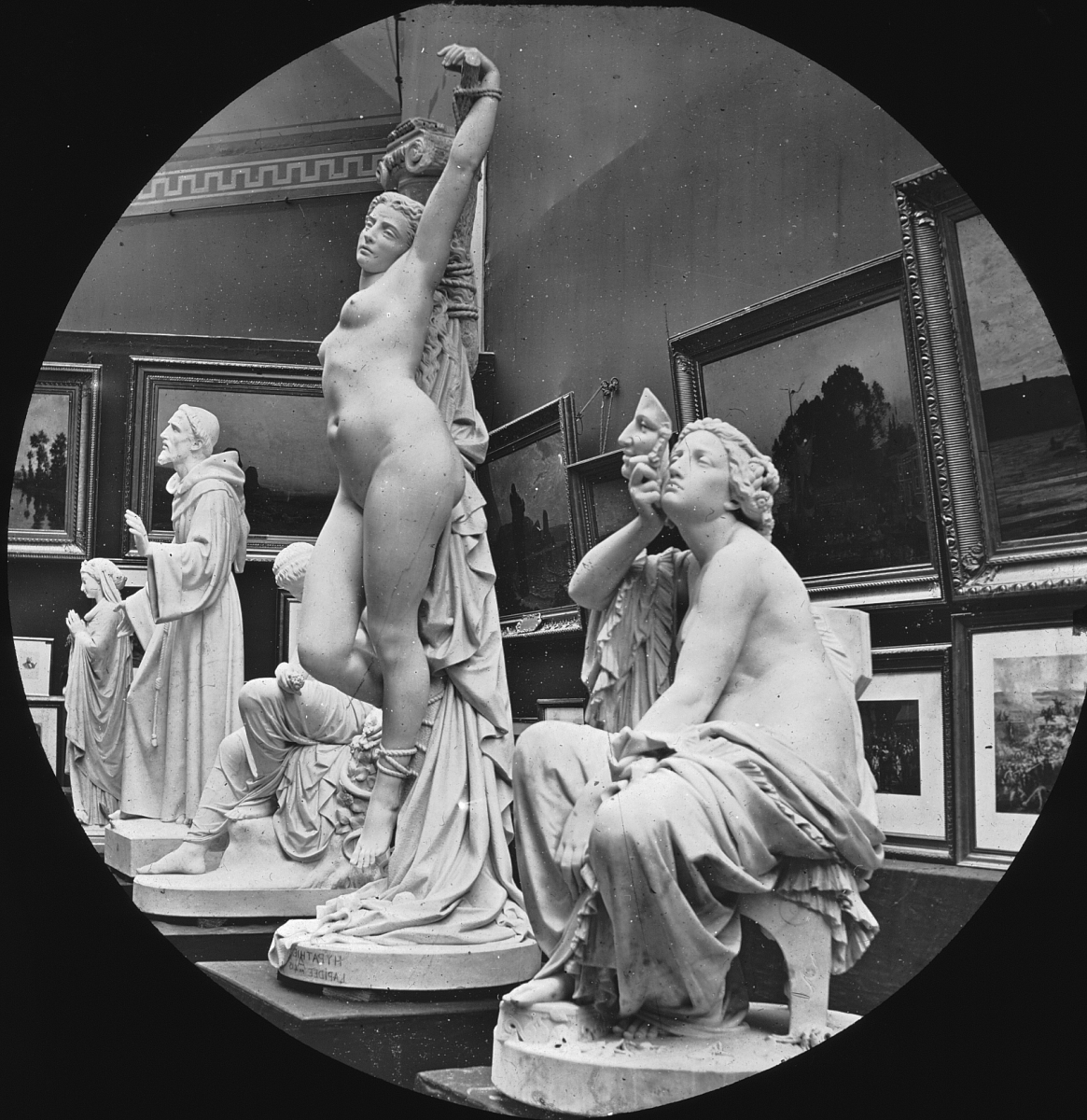

## Danh sách loài
- Paris axialis
- Paris bashanensis
- Paris caobangensis
- Paris cronquistii
- Paris daliensis
- Paris delavayi
- Paris dulongensis
- Paris dunniana
- Paris fargesii
- Paris forrestii
- Paris incompleta
- Paris japonica
- Paris luquanensis
- Paris mairei
- Paris marmorata
- Paris polyandra
- Paris polyphylla
- Paris quadrifolia
- Paris rugosa
- Paris stigmatosa
- Paris tetraphylla
- Paris thibetica
- Paris undulata
- Paris vaniotii
- Paris verticillata
- Paris vietnamensis